# Einar Snitt
Einar Snitt (13 ottobre 1905 – 2 gennaio 1973) è stato un calciatore svedese, di ruolo centrocampista.